# Oğuzlar (Babadağ)
Oğuzlar ist ein Dorf im Landkreis Babadağ der türkischen Provinz Denizli. Oğuzlar liegt etwa 35 km nordwestlich der Provinzhauptstadt Denizli und 8 km nordöstlich von Babadağ. Oğuzlar hatte laut der letzten Volkszählung 57 Einwohner (Stand Ende Dezember 2010).